# (734) Benda
Pour les articles homonymes, voir Benda.
(734) Benda est un astéroïde de la ceinture principale.

## Description
(734) Benda est un astéroïde de la ceinture principale découvert le 11 octobre 1912 par l'astronome autrichien Johann Palisa. Sa désignation provisoire était 1912 PH.

## Nom
Les sources se contredisent sur l'attribution du nom.
Certaines parlent d'Anna Benda, seconde femme du découvreur, d'autres du compositeur Karel Bendl.